# Hagoromo Bungu
Hagoromo Bungu Co. Ltd (japanska: 羽衣文具?, Hagoromo Stationery) 'Hagoromo kontorsvaror', är ett tidigare japanskt småskaligt tillverkningsföretag av tavelkritor för svarta tavlor, som grundades i Nagoya i Japan 1932 av den första generationen Watanabe som Nihon Chalk Seizosho. Under andra världskriget brändes fabriken ned, varefter företaget återöppnade 1947 med namnet Hagoromo Bungu  Co. i Kasugai i prefekturen Aichi. Fabrikens produktion var som högst 1990, då 90 miljoner kritor tillverkades. Årsproduktionen minskade åren därefter till ungefär hälften på grund av konkurrens med nya typer av tavlor som whiteboards och smartboards. Företaget har haft en omfattande export av kritor, framför allt av varumärket Hagoromo Fulltouch Chalk, till Sydkorea och USA.
De vita kritorna tillverkas av kalciumkarbonat, lera, lim, ostronskal samt tre ytterligare ingredienser, som är hemliga. I de infärgade kritorna används kalciumsulfathydrat i stället för kalciumkarbonat. Ingredienserna blandas i en degblandare och formas i en maskin, som ursprungligen var avsedd till att forma nudlar.
Företaget har gått i arv inom familjen från grundaren till sonen Ryozo Watanabe och från honom till sonen Takayasu Watanabe (död 2015). Takayasu Watanabe drog sig av hälsoskäl tillbaka från ledningen 2014. Uppgifterna om planer på nedstängning av fabriken ledde till hamstring av kritor från företaget av matematiker på amerikanska universitet. Vanan att använda tavelkritor på svarta tavlor har hängt sig kvar mer markant hos universitetslärare i matematik än i andra undervisningsmiljöer.
Den sydkoreanske importören av kritor och läraren Shin Hyong-seok tog över verksamheten genom sitt företag Sejongmall och flyttade tillverkningsmaskineriet till Sydkorea, dit också de tidigare två maskinoperatörerna flyttade. Tillverkningen har fortsatt sedan 2016 i en fabrik i Pocheon nära gränsen till Nordkorea under det tidigare varumärket Hagoromo.